# Mensur Suljović
Mensur Suljović (Servisch: 
Менсур Суљовић) (Tutin, 5 maart 1972) is een in Servië geboren Oostenrijkse darter.

## Carrière
Hij stapte in 2007 over van de BDO naar de PDC. Op 4 september 2016 won Suljović zijn eerste PDC-titel door in de finale van de zevende European Tour van 2016 in Riesa met 6-5 te winnen van Kim Huybrechts. Op 17 september 2017 won hij voor het eerst een televisietoernooi tijdens de Champions League of Darts 2017. Hij won in de finale met 11-9 in legs van de Schot Gary Anderson.

### World Cup of Darts
Op 12 september 2021 stond Suljović in de finale van de World Cup of Darts. Met Rowby-John Rodriguez vormde hij het Oostenrijkse koppel. Het was de eerste halve finale voor Oostenrijk op dit toernooi en daarmee ook de eerste finale.  Op weg naar de finale versloegen de Oostenrijkers de Filipino's Lourence Ilagan en Christian Perez in de eerste ronde, de Belgen Dimitri Van den Bergh en Kim Huybrechts in de tweede ronde, de Noord-Ieren Daryl Gurney en Brendan Dolan in de kwartfinale en de Engelsen James Wade en Dave Chisnall in de halve finale. De Schotten Peter Wright en John Henderson waren in de finale te sterk.
Suljović en Rodriguez zouden samen nogmaals een finale weten te halen op de World Cup. Tijdens de editie van 2024 wonnen de twee in de groepsfase van de afgevaardigden van China en Guyana. Daarop zouden ze in de knock-outfase langs de koppels uit Chinees Taipei, Kroatië en België gaan om de finale te bereiken. Daarin waren Luke Humphries en Michael Smith uit Engeland met een uitslag van 10-6 te sterk.

## Resultaten op wereldkampioenschappen

### BDO
- 2002: Laatste 16 (verloren van Mervyn King met 1–3)

### PDC
- 2008: Laatste 32 (verloren van John Part met 1–4)
- 2009: Laatste 32 (verloren van Mark Dudbridge met 0–4)
- 2010: Laatste 64 (verloren van Kevin Painter met 1–3)
- 2011: Laatste 16 (verloren van Wes Newton met 1–4)
- 2012: Laatste 64 (verloren van Paul Nicholson met 1–3)
- 2014: Laatste 64 (verloren van Mark Webster met 2–3)
- 2015: Laatste 64 (verloren van Michael Smith met 1–3)
- 2016: Laatste 16 (verloren van Adrian Lewis met 0–4)
- 2017: Laatste 32 (verloren van Mark Webster met 3–4)
- 2018: Laatste 16 (verloren van Dimitri Van den Bergh met 0-4)
- 2019: Laatste 64 (verloren van Ryan Searle met 1-3)
- 2020: Laatste 64 (verloren van Fallon Sherrock met 1-3)
- 2021: Laatste 32 (verloren van Gary Anderson met 3-4)
- 2022: Laatste 64 (verloren van Alan Soutar met 2-3)
- 2023: Laatste 32 (verloren van Michael van Gerwen met 2-4)
- 2025: Laatste 96 (verloren van Matt Campbell met 2-3)

## Resultaten op de World Matchplay
- 2013: Laatste 32 (verloren van Raymond van Barneveld met 4-10)
- 2015: Kwartfinale (verloren van James Wade met 11-16)
- 2016: Laatste 16 (verloren van Phil Taylor met 5-11)
- 2017: Kwartfinale (verloren van Daryl Gurney met 13-16)
- 2018: Runner-up (verloren van Gary Anderson met 19-21)
- 2019: Laatste 16 (verloren van James Wade met 11-13)
- 2020: Laatste 16 (verloren van Michael Smith met 12-14)